# Área importante para las aves del valle de Kowhai y del arroyo Shearwater

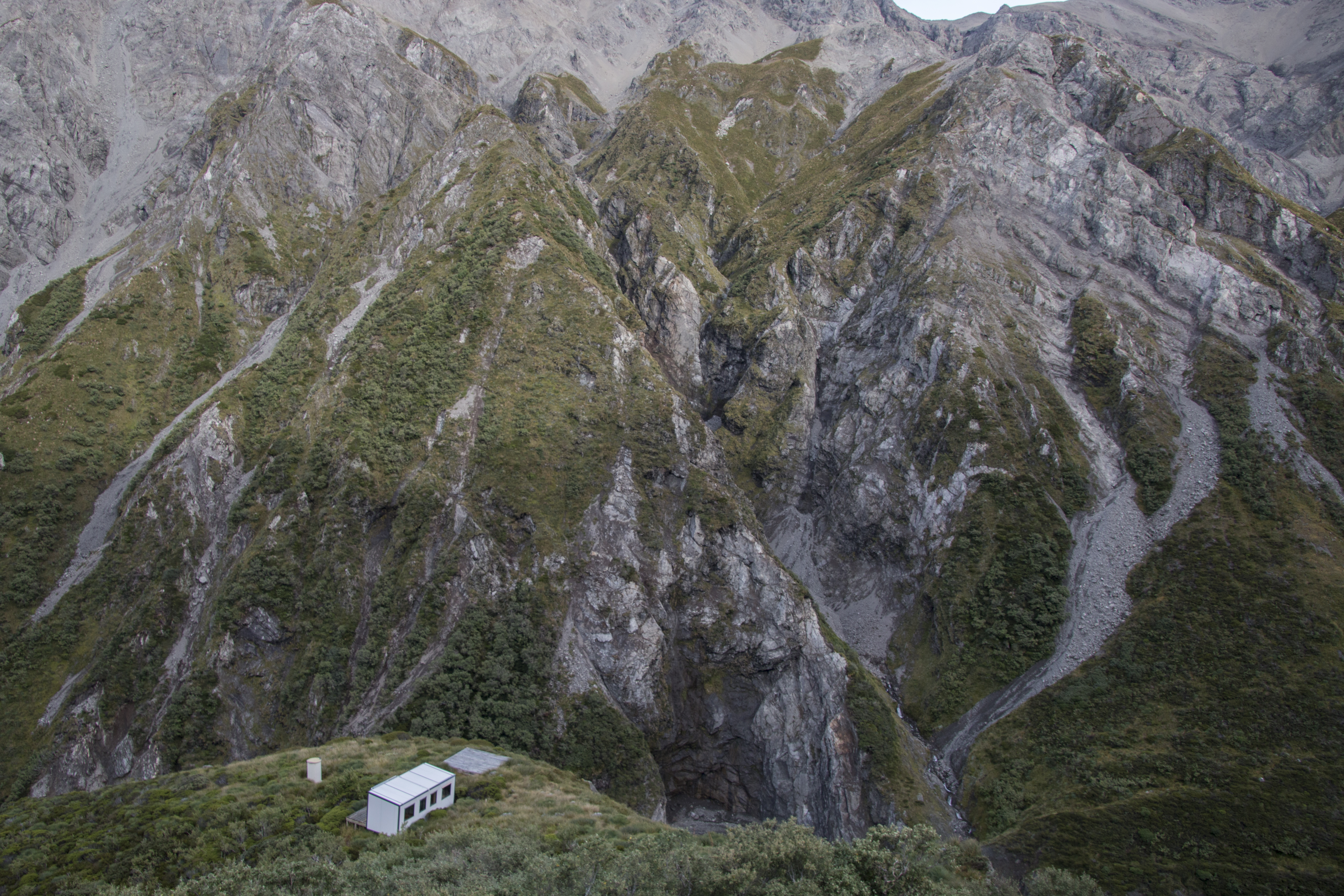
Refugio de investigación en la colonia de Kowhai

El área importante para las aves del valle de Kowhai y del arroyo Shearwater comprende un lugar disjunto en la cordillera de Kaikōura, en el noreste de la isla Sur de Nueva Zelanda, a unos 15 km tierra adentro de la ciudad costera de Kaikōura. El sitio, a una altitud de 1200-1800 m sobre el nivel del mar, ha sido identificado como un área importante para las aves por BirdLife International porque contiene toda la población reproductora de pardelas de Hutton; unas 100.000 parejas en dos colonias.
La colonia más grande del valle de Kowhai, en la cabecera del río Kowhai en la reserva natural de Uerau, no se descubrió hasta 1964, más de 50 años después de que la especie fuera descrita por primera vez por Gregory Mathews en 1912. La colonia más pequeña, la del arroyo de las Pardelas, se encuentra en terrenos privados en la cabecera del valle de Puhi Puhi.